# Leonid Zorine
Pour les articles homonymes, voir Zorine.
Œuvres principales
théatre et cinéma
Compléments
La porte Pokrovski
Leonid Henrikhovitch Zorine (en russe : Леонид Генрихович Зорин), né le 3 novembre 1924 à Bakou (URSS) et mort le 31 mars 2020 à Moscou (Russie), est un dramaturge et scénariste de langue russe de la période soviétique. 

## Biographie
Leonid Zorine est né Leonid Salzmann (translittéré Zaltsmann) dans une famille de juifs assimilés. En 1934, ses œuvres d'enfant reçoivent les bonnes critiques de Maxime Gorki qui lui consacre l'article Maltchik paru en même temps dans la Pravda et dans Izvestia. En 1946, il est diplômé de l'université d'État de Bakou, puis, complète ses études à l'Institut de littérature Maxime-Gorki. En 1949, sa pièce Jeunesse (« Молодость ») est adapté au Théâtre Maly. En 1952, l'écrivain rejoint les rangs du Parti communiste de l'Union soviétique.
Très connu en Union Soviétique comme auteur à succès d'un grand nombre de pièces de théâtre, plus de vingt-cinq et également de nombreux scénarios de films, dont celui du film culte La Porte Pokrovski il a été très peu traduit en français, ce qui explique sa faible notoriété en France. Il continue de publier après la fin de l'Union Soviétique, surtout des œuvres en prose, sans retrouver le même succès. Son autobiographie a été publiée en 2011.
Michel Cournot, le critique théâtral du Monde dans les années 1980 le décrit comme « un homme raffiné, bon connaisseur des lettres françaises, auteur de comédies charmantes, un peu acides ».
En 1983, par l'entremise de la VAAP, agence officielle défendant les droits des auteurs soviétiques, Zorine conteste la mise en scène de sa pièce Les Journées orageuses de Garounski présentée au Théâtre du Lucernaire, à Paris, exigeant de modifier les éléments de décors et de mise en scène. Christian Le Guillochet, directeur du théâtre, répond qu'« il ne peut pas " subir de pressions politiques " » et refuse de changer quoi que ce soit.
Décédé à Moscou dans la nuit du 31 mars 2020 à l'âge de 95 ans d'un arrêt cardiaque Leonid Zorine est enterré au cimetière Troïekourovskoïe.

## Œuvre comme dramaturge
- Jeunesse (Молодость), 1949
- Une franche discussion (Откровенный разговор), 1953
- Les Invités (Гости), 1954
- Le Passeport d’un autre (Чужой паспорт), 1957
- Un éclatant mois de mai (Светлый май), 1958
- Les bonnes gens (Добряки), 1959
- Les amis et les années (Друзья и годы, 1962. La pièce suit au cours de quatorze scènes, échelonnées entre 1934 et 1961, le destin de plusieurs amis de jeunesse)
- Les Encyclopédistes (Энциклопедисты), 1962
- Le Pont du bateau (Палуба), 1963
- Une comédie romaine, Dion (Римская комедия (Дион), 1965 (l’action se situe à l’époque de l’empereur romain Domitien)
- Les décabristes (Декабристы, 1966, tragédie historique sur la révolte des jeunes officiers à l’avènement du tsar Nicolas 1er)
- Mélodie de Varsovie (Варшавская мелодия), 1967
- Le Couronnement (Коронация), 1968
- Stress (Стресс), 1969
- Une fantaisie théâtrale (Театральная фантазия), 1971
- La Porte Pokrovski (Покровские ворота), 1974
- La Chasse impériale (Царская охота), 1974
- La Grand-Mère de cuivre (Медная бабушка), 1975
- Un inconnu (Незнакомец), 1976
- Trahison (Измена), 1979
- Carnaval (Карнавал), 1981
- Quelques lignes de Nicolas Baratachvili (Счастливые строчки Николоза Бараташвили), 1984
- Le sujet disparu (Пропавший сюжет), 1985, joué en France en 1991 au Lucernaire - une jeune révolutionnaire s'introduit un soir au domicile d'un auteur dramatique, le menace, s'en éprend avant de disparaître au matin vers des matins chantants)
- Citation (Цитата), 1985
- Maxime à la fin du millénaire (Максим в конце тысячелетия), 1989
- Le comte Alexis Constantinovitch (Граф Алексей Константинович), 1992
- Une comédie solennelle (Торжественная комедия), 2009

## Œuvre comme scénariste
- 1959 - Vingt mille lieues sur la terre (Леон Гаррос ищет друга) de Marcello Pagliero, scénario coécrit avec Sergueï Mikhalkov et Michel Cournot
- 1961 - Paix à celui qui entre (Мир входящему) d'Alexandre Alov et Vladimir Naoumov [fiction, 96 min]
- 1965 - Les amis et les années (Друзья и годы) de Viktor Sokolov [fiction, 130 min]
- 1966 - Une mauvaise anecdote (Скверный анекдот) d'Alexandre Alov et Vladimir Naoumov [fiction, 102 min]
- 1979 - Les Bonnes gens (Добряки) de Karen Chakhnazarov [fiction, 82 min]
- 1982 - La Porte Pokrovski (Покровские ворота) de Mikhaïl Kozakov [fiction, 139 min]
- 1989 - La Loi (Закон) en collaboration avec Alexandre Alov (ce film tragique traite de la déstalinisation)
- 1990 - La Chasse royale (Царская охота) de Vitali Melnikov [fiction, 121 min]
- 2008 - Sable lourd (Тяжелый песок) d'Anton Barchtchevski [fiction, série TV, 800 min], d'après le roman d'Anatoli Rybakov

## La pièceLes Invités, un cas exemplaire de censure en 1954
En 1954, pendant la période du dégel survenue après la mort de Staline, sa pièce Les Invités est jouée à guichets fermés pendant deux mois, avant qu'une décision de la censure n'interrompe sa carrière.
La pièce Les invités met en scène le conflit entre un haut fonctionnaire, Piotr Kirpitchev, et son entourage. Venu rendre visite à ses parents en province, de petites gens croyant encore dans l'idéal soviétique, cet arriviste sans scrupule, aussi bien que son fils, « zazou » paresseux (stilyaguy en russe) se voient rejetés par leurs proches. Le ressort de la pièce est le dévoilement d'un excès de pouvoir dans son ministère qu'il tente de camoufler, et finalement publié par un journaliste dans la Pravda. Cette trame habile, très dans l'air du temps, lui vaut d'abord les honneurs: le célèbre écrivain Constantin Simonov le « porte aux nues » lors du XIVe Congrès de l'Union des écrivains soviétiques.
Mais la critique virulente d'une « brebis galeuse » qui fait tache dans la société soviétique est ensuite réévaluée par le comité de censure du Ministère de la Culture en une critique théorique du système soviétique, « secrétant une nouvelle classe sociale, la formation par les "fils à papa" d'une bourgeoisie qui dégénérait déjà, de la deuxième à la troisième génération, du goût du pouvoir à celui de l'oisiveté », comme l'analyse Hélène Lazareff.
Il est piquant de relever comment la censure explique son revirement: « Aussi invraisemblable que cela paraisse, l'auteur exprime carrément l'opinion que l'apparition dans notre société de Piotr Kirpitchev est, soi-disant, un phénomène naturel, qu'elle constitue, en quelque sorte, un produit accessoire, mais inévitable, dans notre ordre social, du développement constant du bien-être matériel dans notre pays. C'est une déformation grossière de la nature même de l'ordre social soviétique, une présentation fausse et grossière du caractère des relations sociales qui se sont établies dans notre pays... Personne n'ignore que le mot "Pouvoir" a pris chez nous signification de joie et que tous ont une confiance inébranlable, un ardent amour filial pour leurs propres pouvoirs dans l'État, qui sont les pouvoirs du peuple. »
La condamnation est parue dans le journal La Culture soviétique de 5 juin 1954, et les exemplaires du n°2_1954, du journal Théâtre qui faisait l'éloge de la pièce sont retirés simultanément de la vente.